# Liste der Mitglieder der American Academy of Arts and Sciences/1855
Im Jahr 1855 wählte die American Academy of Arts and Sciences 28 Personen zu ihren Mitgliedern.

## Neugewählte Mitglieder
- Friedrich Wilhelm August Argelander (1799–1875)
- Albert Nicholas Arnold (1814–1883)
- Franz Bopp (1791–1867)
- Benjamin Collins Brodie (1783–1862)
- William Cullen Bryant (1794–1878)
- Francis James Child (1825–1896)
- Victor Cousin (1792–1867)
- Thomas Crawford (1814–1857)
- Moses Ashley Curtis (1808–1872)
- John Call Dalton (1825–1889)
- John Chipman Gray (1793–1881)
- Richard Saltonstall Greenough (1819–1904)
- François Pierre Guillaume Guizot (1787–1874)
- Washington Irving (1783–1859)
- Jared Potter Kirtland (1793–1877)
- George Livermore (1809–1865)
- James Russell Lowell (1819–1891)
- Dennis Hart Mahan (1802–1871)
- Richard Owen (1804–1892)
- Francis Parkman (1823–1893)
- Hiram Powers (1805–1873)
- Pierre François Olive Rayer (1793–1867)
- Henri Victor Regnault (1810–1878)
- Charles Wilkins Short (1794–1863)
- William Augustus Stearns (1805–1876)
- Friedrich Wilhelm Thiersch (1784–1860)
- Louis Joseph Vicat (1786–1861)
- Richard Whately (1787–1863)